# Махач вчителів
«Махач вчителів» (англ. Fist Fight) — американська кінокомедія режисера Річі Кіна, що вийшла 2017 року. Стрічка розповідає про конфлікт між двома вчителями. У головних ролях Ice Cube, Чарлі Дей, Джилліан Белл, Трейсі Морган та Крістіна Гендрікс.
Вперше у широкому кінопрокаті показ фільму розпочався 16 лютого 2017 року у низці країн світу, у тому числі в Україні.

## У ролях
| Актор             | Персонаж      | Роль               |
| ----------------- | ------------- | ------------------ |
| Ice Cube          | Рон Стрікленд | шкільний вчитель   |
| Чарлі Дей         | Енді Кемпбелл | шкільний вчитель   |
| Джилліан Белл     | місс Холлі    | шкільна вчителька  |
| Крістіна Гендрікс | місс Монет    | шкільна вчителька  |
| Трейсі Морган     | Фредді Ковард | шкільний тренер    |
| Кумейл Нанджіані  | офіцер Мегар  | шкільний охоронець |
| Дін Норріс        | Річард Тайлер | директор школи     |
| Денніс Гейсберт   | Джонсон       | інспектор          |
| Джоанна Гарсіа    | Меґі Кемпбелл | дружина Енді       |
| Чарлі Карвер      | Натаніель     | учень              |
| Макс Карвер       | Даніель       | учень              |

## Створення фільму

### Знімальна група
- Кінорежисер — Річі Кін
- Сценаристи — Ван Робічо і Еван Сассер
- Кінопродюсери — Ден Коен, Макс Грінфілд, Шон Леві, Джон Рікард
- Виконавчі продюсери — Брюс Берман, Річард Бренер, Семюел Дж. Браун, Чарлі Дей, Тобі Еммеріх, Марті П. Юінг, Ice Cube, Дейв Нойштадтер, Біллі Розенберг
- Композитор — Домінік Льюїс
- Кінооператор — Ерік Алан Едвардс
- Кіномонтаж — Меттью Фройнд
- Підбір акторів — Річ Делія
- Художник-постановник — Кріс Корнвелл
- Художник по костюмах — Деніс Вінтедж[9].

### Виробництво
Знімання фільму розпочали 28 вересня 2015 року і завершили 23 листопада 2015 року.

## Сприйняття

### Оцінки
Від кінокритиків фільм отримав погані відгуки: Rotten Tomatoes дав оцінку 31 % на основі 59 відгуків від критиків (середня оцінка 3,9/10). Загалом на сайті фільм має погані оцінки, фільму зарахований «гнилий помідор» від фахівців, Metacritic — 39/100 на основі 22 відгуків критиків. Загалом на цьому ресурсі від фахівців фільм отримав погані відгуки.
Від пересічних глядачів фільм отримав здебільшого погані відгуки: на Rotten Tomatoes 59 % зі середньою оцінкою 3,5/5 (5 701 голос), фільму зарахований «розсипаний попкорн», на Metacritic — 3,4/10 на основі 4 голосів, Internet Movie Database — 6,2/10 (229 голосів).

### Касові збори
Під час показу в Україні, що розпочався 16 лютого 2016 року, протягом першого тижня на фільм було продано 42 557 квитків, фільм показали у 135 кінотеатрах і він зібрав 3 278 524 ₴, або ж 121 015 $, що на той час дозволило йому зайняти 4 місце серед усіх прем'єр.
Під час показу у США, що розпочався 17 лютого 2016 року, протягом першого тижня фільм показаи у 3 185 кінотеатрах і він зібрав 12 201 873 $, що на той час дозволило йому зайняти 5 місце серед усіх прем'єр. Станом на 20 лютого 2017 року показ фільму триває 4 днів (0,6 тижня), зібравши за цей час у прокаті у США 14 121 149 доларів США, а у решті світу 1 500 000 $ (за іншими даними 14 844 $), тобто загалом 15 621 149	 доларів США (за іншими даними 14 135 993 $) при бюджеті 20 млн доларів США.

### Виноски
1. ↑  Fist Fight (2017) (англ.). British Board of Film Classification. Архів оригіналу за 24 лютого 2017. Процитовано 18 лютого 2017.
2. ↑  Fist Fight (англ.). Postmodern LLC. Архів оригіналу за 18 лютого 2017. Процитовано 18 лютого 2017.
3. 1 2  Fist Fight: Release Info (англ.). Internet Movie Database. Архів оригіналу за 30 вересня 2016. Процитовано 21 жовтня 2016.
4. 1 2  Кулачний бій. Kino-teatr.ua. Архів оригіналу за 28 вересня 2016. Процитовано 21 жовтня 2016.
5. 1 2  Pamela McClintock (16 лютого 2017). Box-Office Preview: Matt Damon's 'The Great Wall' Can't Scale 'Lego Batman Movie' (англ.). The Hollywood Reporter. Архів оригіналу за 18 лютого 2017. Процитовано 18 лютого 2017.
6. 1 2 3 4  Fist Fight (англ.). Box Office Mojo. Архів оригіналу за 22 лютого 2017. Процитовано 22 лютого 2017.
7. 1 2 3 4  Fist Fight (2017) (англ.). The Numbers. Архів оригіналу за 22 лютого 2017. Процитовано 22 лютого 2017.
8. ↑  Махач вчителів. Kinomania. Архів оригіналу за 17 лютого 2017. Процитовано 17 лютого 2017.
9. ↑  Fist Fight: Full Cast & Crew (англ.). Internet Movie Database. Архів оригіналу за 17 лютого 2017. Процитовано 21 жовтня 2016.
10. ↑  SSN Insider Staff (2 жовтня 2015). On the Set for 10/2/15: Renee Zellweger Starts on ‘Bridget Jones’ Baby’, Clint Eastwood Rolls Cameras on Tom Hanks Starrer ‘Sully’ (англ.). SSN Insider. Архів оригіналу за 3 березня 2016. Процитовано 21 жовтня 2016.
11. ↑  SSN Insider Staff (4 грудня 2015). On the Set for 12/4/15: Gal Gadot Grabs Her Lasso for ‘Wonder Woman’, Brad Pitt Wraps ‘War Machine’, ‘Resident Evil’ Team Finish Final Chapter (англ.). SSN Insider. Архів оригіналу за 10 червня 2017. Процитовано 21 жовтня 2016.
12. 1 2  Fist Fight (англ.). Rotten Tomatoes. Архів оригіналу за 17 лютого 2017. Процитовано 17 лютого 2017.
13. 1 2  Fist Fight (англ.). Metacritic. Архів оригіналу за 16 лютого 2017. Процитовано 17 лютого 2017.
14. ↑  Fist Fight (англ.). Internet Movie Database. Архів оригіналу за 16 лютого 2017. Процитовано 17 лютого 2017.
15. ↑  Олексій Першко (21 лютого 2017). Бокс-Офіс 7 (2017): Затемнення. Kino-teatr.ua. Архів оригіналу за 24 лютого 2017. Процитовано 23 лютого 2017.
16. ↑  Fist Fight — Ukraine Weekend Box Office (англ.). Box Office Mojo. Архів оригіналу за 24 лютого 2017. Процитовано 23 лютого 2015.